# Neofidonia nigerrima
Neofidonia nigerrima är en fjärilsart som beskrevs av Paul Dognin 1911. Neofidonia nigerrima ingår i släktet Neofidonia och familjen mätare. Inga underarter finns listade i Catalogue of Life.